# Paranauchenia
Paranauchenia − rodzaj wymarłego ssaka łożyskowego z rzędu litopternów, rodziny Macraucheniidae, żyjącego w miocenie na terenie Argentyny. Podobnie jak pokrewne gatunki posiadał długie nogi, a na każdej stopie trzy palce. Wyróżnia się jeden gatunek: Paranauchenia denticulata.